# Sisobaoho (Mandrehe Barat)
Sisobaoho is een bestuurslaag in het regentschap Nias Barat van de provincie Noord-Sumatra, Indonesië. Sisobaoho telt 387 inwoners (volkstelling 2010).